# Prosaptia
Prosaptia, rod pravih paprati (papratnice) iz potporodice Grammitidoideae,. dio porodice Polypodiaceae, red Polypodiales. Kew ovaj rod tretira kao sinonim za Grammitis.
Postoji 72 vrste u tropskoj i istočnoj Aziji. Rod je opisan u Tentamen Pteridographiae 165–166, pl. 6, f. 19, 25. 1836. Tipična je Prosaptia contigua (G. Forst.) C. Presl. 

## Vrste
1. Prosaptia alata (Blume) Christ
2. Prosaptia ancestralis Copel.
3. Prosaptia archboldii Copel.
4. Prosaptia barathrophylla (Baker) M.G.Price
5. Prosaptia binaiyensis Parris
6. Prosaptia bolobensis (Brause) Parris
7. Prosaptia borneensis Parris; sp. nov. in prep.
8. Prosaptia brassii (Copel.) Parris
9. Prosaptia burbidgei (Baker) Parris
10. Prosaptia capillipes (C.Chr.) Copel.
11. Prosaptia cavisora (C.Chr.) Parris
12. Prosaptia celebica (Blume) Tagawa & K.Iwats.
13. Prosaptia ceylanica Parris
14. Prosaptia circumvallata (Rosenst.) Parris
15. Prosaptia contigua (G.Forst.) C.Presl
16. Prosaptia crenata Parris; sp. nov. in prep.
17. Prosaptia cryptocarpa Copel.
18. Prosaptia davalliacea (F.Muell. & Baker) Copel.
19. Prosaptia deltoideophylla (Baker) Parris
20. Prosaptia engleriana (Brause) Ching
21. Prosaptia formosana (Hayata) T.C.Hsu
22. Prosaptia fungosa Parris; sp. nov. in prep.
23. Prosaptia fusca (Copel.) Parris
24. Prosaptia fuscopilosa (Baker & F.Muell.) Parris
25. Prosaptia geluensis (Rosenst.) Parris
26. Prosaptia giluwensis Parris; sp. nov. in prep.
27. Prosaptia hornei (Baker) Parris
28. Prosaptia idenbergensis Parris; sp. nov. in prep.
29. Prosaptia immersa (Brownlie) Parris
30. Prosaptia intermedia (Ching) Tagawa
31. Prosaptia javanica (Copel.) Parris
32. Prosaptia kanashiroi (Hayata) Nakai
33. Prosaptia khasyana (Hook.) C.Chr. & Tardieu
34. Prosaptia koitakiensis Parris; sp. nov. in prep.
35. Prosaptia ledermannii (Brause) Parris
36. Prosaptia maidenii (Watts) Parris
37. Prosaptia micropora (Copel.) Parris
38. Prosaptia morobensis Parris; sp. nov. in prep.
39. Prosaptia mulierum Parris; sp. nov. in prep.
40. Prosaptia multicaudata (Copel.) Parris
41. Prosaptia negrosensis (Copel.) M.G.Price
42. Prosaptia novae-hiberniae Parris; sp. nov. in prep.
43. Prosaptia nutans (Blume) Mett.
44. Prosaptia obliquata (Blume) Mett.
45. Prosaptia palauensis Hosok.
46. Prosaptia pectinata T.Moore
47. Prosaptia pendens (Rosenst.) Parris
48. Prosaptia pensilis (Ridl.) Parris
49. Prosaptia pinnata Parris; sp. nov. in prep.
50. Prosaptia pinnatifida C.Presl
51. Prosaptia polymorpha Copel.
52. Prosaptia pubipes Copel.
53. Prosaptia repens Parris; sp. nov. in prep.
54. Prosaptia rhodocarpa (Copel.) Parris
55. Prosaptia rivularis Parris; sp. nov. in prep.
56. Prosaptia rosenstockii Copel.
57. Prosaptia samoensis (C.Chr.) Parris
58. Prosaptia seramensis Parris; sp. nov. in prep.
59. Prosaptia shawii (Copel.) Parris
60. Prosaptia solomonensis Parris; sp. nov. in prep.
61. Prosaptia stellatosetosa (Copel.) Parris
62. Prosaptia stenobasis (Baker) C.Chr. & Tardieu
63. Prosaptia subglabra (M.Kato & Parris) Parris
64. Prosaptia subnuda (Mett.) Copel.
65. Prosaptia subulatipinna (Alderw.) Parris
66. Prosaptia sulawesica Parris; sp. nov. in prep.
67. Prosaptia urceolaris (Hayata) Copel.
68. Prosaptia venulosa (Blume) M.G.Price
69. Prosaptia venulosoides (Copel.) Parris
70. Prosaptia vomaensis (Brownlie) Parris
71. Prosaptia whartoniana (C.Chr.) Parris
72. Prosaptia wobbensis Parris; sp. nov. in prep.

## Sinonimi
- Ctenopteris sect.Prosaptia (C.Presl) K.Iwats.; Fl. Jap. 1: 255 (1995)
- Ctenopteris Blume; Fl. Javae, Fil. 132 (1828) ex Kunze, Bot. Zeitung (Berlin) 4: 425 (1846)